# 複邊協定
複邊協定（英語：Plurilateral agreement）是國家之間的跨國法律或貿易協定。用国际经济学的行話來說，這是兩個以上國家之間的協定，但不是很多國家之間的協定，這就是多边条约。